# Kévin Rodrigues
Kévin Manuel Rodrigues (ur. 5 marca 1994 w Bajonnie) – portugalski piłkarz występujący na pozycji obrońcy w Kasımpaşa SK.
10 listopada 2017 zadebiutował w reprezentacji Portugalii w wygranym 3:0 meczu z Arabią Saudyjską.